# Канхвадо
Канхвадо (кор. 강화도, 江華島, Ganghwado, Kanghwado) — остров в устье реки Ханган на западном побережье Южной Кореи. Население — около 65 500 человек. Площадь — 302,4 квадратного километра (составляет большую часть уезда Канхва, административной единицы в составе города Инчхон). Высшая точка — гора Манисан (469 метров).

## Расположение
Канхвадо расположен недалеко от города Кимпхо, отделён от него узкой полоской воды и соединён с большой землёй несколькими мостами. Главное течение реки Ханган отделяет Канхвадо от города Кэсон в Северной Корее.

## Мифология
По преданию, легендарный основатель корейского государства Тангун сделал на вершине Манисан алтарь, где совершал ритуалы поклонения предкам.